# Danny Fox
Danny Fox est un footballeur international écossais né le 29 mai 1986 à Winsford.

## Biographie
Le 30 janvier 2014 il rejoint Nottingham Forest en prêt du Southampton FC, et le 12 mai 2014 il rejoint le club d'un contrat permanent. 
Le 29 janvier 2019, il rejoint Wigan Athletic.

## Palmarès

### Walsall
- 2007 : Champion de League Two (D4)

### Southampton
- Vice-champion du Championnat d'Angleterre D2 : 2012